# Tankar vid 50
Tankar vid 50 är det tionde studioalbumet av Björn Afzelius. Albumet släpptes 1997 och var det näst sista studioalbumet som släpptes av Afzelius innan hans död 1999.

## Låtlista
Text och musik av Björn Afzelius.
1. "Gammaldags moral" - 3:19
2. "Tankar vid 50" - 4:22
3. "Ifall dom många går ihop" - 3:27
4. "Det enda jag vill ha" - 4:00
5. "Fri som en fånge" - 3:27
6. "Landet bortom bergen" - 6:45
7. "Varannan damernas" - 2:47
8. "Som i en spökstad" - 3:31
9. "Amerika, du tar mina vänner" - 1:06
10. "Ensam i gryningen" - 4:44
11. "Född fri" - 6:37
12. "På mäster Olofs tid" - 5:16
13. "Liten blues vid gravens rand" - 2:51

## Musiker
- Björn Afzelius - sång, gitarr, percussion
- Pelle Alsing - trummor, percussion
- Bernt Andersson - munspel, dragspel
- Knut Henriksen - bas, gitarr
- Olle Nyberg - keyboard
- Anna Olsson - sång
- Gunnar Pedersen - gitarr
- Jens Rugsted - gitarrer, keyboard
- Mikael Wiehe - gitarr

## Listplaceringar
| Lista (1997) | Topplacering |
| ------------ | ------------ |
| Sverige      | 42           |
| Norge        | 3            |

### Fotnoter
1. ↑  ”Tankar vid 50”. Discogs.com. http://www.discogs.com/Bj%C3%B6rn-Afzelius-Tankar-Vid-50/release/1636552. Läst 13 januari 2013.
2. ↑  Placeringar på den svenska albumlistan
3. ↑  Placeringar på den svenska albumlistan